# Reino Unido en los Juegos Olímpicos de Helsinki 1952
El Reino Unido estuvo representado en los Juegos Olímpicos de Helsinki 1952 por un total de 257 deportistas que compitieron en 18 deportes.  
El portador de la bandera en la ceremonia de apertura fue el atleta Harold Whitlock.

## Medallistas
El equipo olímpico británico obtuvo las siguientes medallas:
| Nombre                                                                         | Deporte             | Competición            |
| ------------------------------------------------------------------------------ | ------------------- | ---------------------- |
| Oro                                                                            |                     |                        |
| Wilfred White (Nizefela) Douglas Stewart (Aherlow) Harry Llewellyn (Foxhunter) | Hípica              | Saltos por eqs.        |
| Plata                                                                          |                     |                        |
| Sheila Lerwill                                                                 | Atletismo           | Salto de altura F      |
| Charles Currey                                                                 | Vela                | Finn M                 |
| Bronce                                                                         |                     |                        |
| McDonald Bailey                                                                | Atletismo           | 100 m M                |
| John Disley                                                                    | Atletismo           | 3000 m obstáculos M    |
| Heather Armitage Sylvia Cheeseman Jean Desforges June Foulds-Paul              | Atletismo           | 4 × 100 m F            |
| Shirley Cawley                                                                 | Atletismo           | Salto de longitud F    |
| Donald Burgess George Newberry Alan Newton Ronald Stretton                     | Ciclismo en pista   | Persecución por eqs. M |
| Equipo                                                                         | Hockey sobre hierba | Torneo M               |
| Kenneth Richmond                                                               | Lucha libre         | +87 kg M               |
| Helen Gordon                                                                   | Natación            | 200 m braza F          |